# 4227 Kaali
4227 Kaali este un asteroid din centura principală, descoperit pe 17 februarie 1942 de Liisi Oterma.